# Dale Wabera
Dale Wabera est un woreda de l'ouest de l'Éthiopie situé dans la zone Kelam Welega de la région Oromia. Issu d'une scission de l'ancien woreda Gawo Dale, Dale Wabera a 104 387 habitants en 2007, son centre administratif est Kake.

## Origine
L'ancien woreda Gawo Dale se partage dès le recensement de 2007 entre les woredas Dale Webera et Gawo Kebe,.
Une carte récente montre de plus une subdivision absente en 2015.  Ce nouveau woreda, listé par ailleurs sous le nom de Sedi Chenka, pourrait se situer autour de Chenka et reprendre la partie sud de l'ancien woreda Gawo Dale.[à vérifier]

## Situation
Situé dans l'est de la zone Kelam Welega, Dale Wabera est limitrophe de la zone Mirab Welega au nord-est. Il est également, jusqu'au détachement de Sedi Chenka[à vérifier], limitrophe de la zone Illubabor au sud et bordé dans la zone Kelam Welega par les woredas Gawo Kebe au nord-ouest, Dale Sedi à l'est, Hawa Gelan au sud-ouest et Yemalogi Welele à l'ouest.
De 2007 à 2015 au moins, ses principales agglomérations sont Kake et Chenka,.
Kake se situe vers 1 600 m d'altitude une dizaine de kilomètres au nord de Chenka où passe la route Nekemte-Gambela.
Chenka, qui s'appelle également Chanka,, se trouve environ 65 km au nord-est de Dembi Dolo.

## Population
Au recensement national de 2007, le woreda Dale Wabera compte 104 387 habitants dont 14 % de citadins.
Kake est la principale agglomération du woreda avec 7 575 habitants, suivie par Chenka avec 6 530 habitants.
La moitié des habitants (50 %) sont protestants, 32 % sont musulmans et 18 % sont orthodoxes.
En 2022, la population est estimée sur le même périmètre à 155 473 personnes avec une densité de population de 194 personnes par km2 et 803 km2 de superficie.